# نيكول الجريسي
نيكول الجريسي (الدار البيضاء، 23 سبتمبر 1958)، هي كاتبة وأكاديمية وناشطة مدنية مغربية.

## سيرتها
ولدت نيكول الجريسي في الدار البيضاء، المغرب، لعائلة يهودية مغربية أصلها من الصويرة. أصل اسمها الأخير يأتي من واد الجريس، وهو واد في الصحراء المغربية في شرق الأطلس الكبير. يدعى والدها روبرت الجريسي، وهو موظف في سي تي إم (الشركة المغربية للنقل)، وحاصل على الوسام العلوي ووالدتها سيمون كوهين ربة منزل. تزامنت طفولتها مع حرب 1967 والنزوح الجماعي للجالية اليهودية المغربية. درست في ثانوية ليوطي بالدار البيضاء، حيث حصلت على البكالوريا في تقنيات التسويق، وواصلت دراستها في فرنسا، في جامعة باريس نورد وحصلت على شهادة جامعية تقنية (DUT) في إدارة الأعمال، في 1978. عادت إلى المغرب للعمل في مجال التسويق والاتصال والفعاليات من 1979 إلى 2008.

## مسيرتها الكتابية
شجعتها الشاعرة فاطمة شهيد على الكتابة. صدر كتابها الأول La Renaicendre ou Mémoires d'une Marocaine juive et patriote (لا رونيسوندر: ذاكرة مغربية يهودية وطنية) في عام 2010. تركز مذكراتها على الأحداث المتعلقة بميلاد دولة إسرائيل، وهجرة اليهود المغاربة إلى إسرائيل، والصراعات بين حركات الصهيونية والقومية العربية، بالإضافة إلى أزمة الهوية التي عانى منها اليهود المغاربة، وكذلك بالنسبة للمسلمين في هذه الفترة، والمغرب كمثال للتعايش بين اليهود والمسلمين، وهو ما تجادل إنه يمكن تطبيقه على دولة إسرائيل. كما تحلل الجريسي في كتابها دعوات عودة اليهود والمسلمين المغاربة إلى وطنهم الأم. أعيد إصدار نسخة تمت مراجعتها من كتابها في عام 2016 تحت اسم "La Renaicendre، 6 ans plus tard" ككتاب إلكتروني، وهو متاح على أمازون كيندل.
نشرت روايتها "Si c'était à refaire" (إذا كان علينا إعادة ذلك) في عام 2016، وتتعلق بحياة النساء اليهوديات والمسلمات المغربيات.
تتحدث الجريسي في كتابها «جرعات تمغريبت» الصادر عن منشورات الشعراوي سنة 2018 عن أنواع مختلفة من المغاربة، أولئك الذين هم «في درع أوروبي أو أميركي وينسون من أين جاءوا، وممن تخلوا عن المغرب لأسباب مالية» وتعطي رؤيتها لما ترى أنه يميز الشخصية المغربية، كما تتحدث بحسرة عن بعض الظواهر الغريبة عن المجتمع المغربي ولكن مع ذكر ما يميز المجتمع من بعض الخصال والسلوكيات الحميدة في نظرها.

## النشاط
وقد شاركت الجريسي في مجموعة متنوعة من المبادرات التي تهدف إلى تخليد التراث اليهودي المغربي، مثل جمعية طلاب جامعة الأخوين «ميمونة»، وشاركت في إنتاج أفلام وثائقية مثل وداعا أمهات للمخرج محمد إسماعيل، و"Où vas-tu Moshé؟" لحسن بنجلون وتنغير-القدس: أصداء الملاح لكمال هشكار. في عام 2015، أجرت مقابلة في برنامج الجزيرة الوثائقي «العودة إلى المغرب».
في عام 2015، شاركت في فيلم وثائقي من إنتاج قناة الجزيرة بعنوان العودة إلى المغرب، وتحدثت عن اليهود المغاربة الذين لم يغادروا المغرب أبدًا وكذلك أولئك الذين عادوا. ترى الجريسي أن «هجرة اليهود خلقت فرصة اقتصادية ممتازة في مجال العقارات وحركة الأموال واستصدار الأوراق الرسمية، كثير من اليهود لم يكونوا مسجلين ولم يكن لديهم جوازات سفر، وقد تحول استخراج هذه الأوراق إلى عمل مربح».

## بيبلوجرافيا
- لا رونيسوندر: ذاكرة مغربية يهودية وطنية،[16] 2010،(ردمك 978-9981257061)[17]
- سيدات القلوب على البلاط، 2015، (ردمك 978-9954954744)[18]
- إذا كان علينا إعادة ذلك، لمياء ضريف، 2016
- الاستيقاظ قبل الانجراف، الشعراوي، 2018، (ردمك 978-9954643839)[19]
- جرعات تمغريبت،[9] منشورات الشعراوي، 2018، (ردمك 978-9954643822)[20]